# Heidenreich Droste zu Vischering (Drost, 1616)
Heidenreich Droste zu Vischering (* 25. Juni 1616 in Ahaus; † 6. August 1678 ebenda) war  Amtsdroste in den Ämtern Ahaus und Horstmar.

## Leben

### Herkunft und Familie
Heidenreich zu Droste Vischering entstammte dem  westfälischen Uradel des Hochstifts Münster. Die Familie Droste zu Vischering zählt zu den bedeutendsten Familien des Münsterlandes. Sein Vater Heidenreich (1580–1643) war ein treuer Parteigänger der Bischöfe Ernst von Bayern und Ferdinand von Bayern. Seine Mutter war Margaretha von Raesfeld zu Romberg (1595–1659). Er wuchs mit seinen Geschwistern Goswin, Gottfried und Adolf Heinrich (Domherr, * 1616, † 1666) auf.
Heidenreich heiratete 1650 Anna von Lülsdorff zum Haan (1626–1710), Tochter von Ludwig von Lülsdorff zum Haan und Agnes von Quadt zum Buschfeld. Aus der Ehe gingen vier Söhne hervor. Christoph war Erbdroste und Droste der Ämter Ahaus und Horstmar, Adolf Heidenreich Domkantor, Heidenreich Ludwig († 1723) Archidiakon in Billerbeck und Jobst Gottfried († 1729) Domherr in Münster. 

### Werdegang
Heidenreich absolvierte in Siena ein Studium und trat in den Kirchendienst. Vom Jahre 1634 ab war er im Besitz der Dompräbende. 1637 wurde er als Domherr emanzipiert und blieb bis zum Verzicht im Jahre 1641 im Amt. Am 19. März 1641 wurde er seinem Vater im Drostenamt zugeordnet und übernahm nach dessen Tod im Jahre 1643 dieses Amt.
Das Domkapitel akzeptierte am 30. November 1674 das Kaiserliche Freiherrndiplom für Heidenreich und seine Familie.